# La Chambre rouge (Vallotton)
Pour les articles homonymes, voir La Chambre rouge.
La Chambre rouge est un tableau réalisé par le peintre suisse Félix Vallotton en 1898. Cette tempera sur carton représente un intérieur rouge comprenant une ouverture sombre au seuil de laquelle se tient un couple. Elle est conservée au musée cantonal des beaux-arts de Lausanne, à Lausanne.

## Description
Un buste représentant le peintre trône sur la cheminée, ce qui fait de l'œuvre un autoportrait. Il est encadré par deux estampes japonaises d'Utamaro qui laissent voir des courtisanes. Une toile majeure d'Édouard Vuillard apparaît également de façon fragmentaire : l'Intérieur aux six personnages, qui a pour sujet le drame familial provoqué par son beau-frère infidèle, Ker-Xavier Roussel.